# 高廷
高廷（德語：Gauting，發音：[ˈɡaʊtɪŋ] ⓘ）是德国巴伐利亚州上巴伐利亚行政区施塔恩贝格县的市镇，面积55.5平方千米，2023年12月31日人口为21,435人。

## 友好城市
- 法國 克莱蒙莱罗
- 英国 南格洛斯特